# George Basil Hume
Basil Hume, OSB (2 de março de 1923 - 17 de junho de 1999) foi um monge e sacerdote do mosteiro beneditino inglês de Ampleforth Abbey e seu abade por 13 anos até sua nomeação como arcebispo de Westminster em 1976. Sua ascensão como cardeal da Igreja Católica Romana ocorreu no mesmo ano. Desde 1979, Hume também serviu como Presidente da Conferência dos Bispos Católicos da Inglaterra e do País de Gales. Ele manteve esses compromissos até sua morte por câncer em 1999. Seu lugar de descanso final é a Catedral de Westminster, na Capela de São Gregório e Santo Agostinho.
Durante sua vida, Hume recebeu amplo respeito do público em geral, que foi além da comunidade católica. Após sua morte, uma estátua dele em seu hábito monástico e vestindo sua cruz abacial foi erguida em sua cidade natal, Newcastle upon Tyne, fora da Catedral de Santa Maria (em frente à estação de Newcastle), revelada pela rainha Elizabeth II. 

## Início da vida e ministério
Ele nasceu George Haliburton Hume em 4, Ellison Place em Newcastle upon Tyne em 1923 para Sir William Errington Hume (d. 1 de janeiro de 1960) e Marie Elizabeth (née Tisseyre) Hume (d. 1978). Seu pai era um protestante e um médico cardíaco da Escócia e sua mãe, a filha católica francesa de um oficial do exército. Ele tinha três irmãs e um irmão. 
Hume foi aluno da escola independente Ampleforth College entre os 13 e os 18 anos. Depois de terminar os estudos, considerou juntar-se aos dominicanos, mas entrou para o noviciado do mosteiro beneditino em Ampleforth Abbey em North Yorkshire em 1941, com a idade de 18. Ele recebeu o hábito e o nome monástico de Basílio. Ele foi solenemente professado em 1945.
Depois de Ampleforth, Hume estudou no St Benet's Hall, em Oxford, uma instituição beneditina, onde se formou bacharel em história moderna. Como era impossível estudar a teologia católica em Oxford na época, ele foi para a Universidade de Friburgo, Suíça, para completar seus estudos teológicos, ganhando uma Licença em Teologia Sagrada.
Hume foi ordenado sacerdote em 23 de julho de 1950. Ele então retornou para Ampleforth para ensinar educação religiosa, história, francês e alemão. Ele serviu como chefe do Departamento de Línguas Modernas da escola antes de se tornar o abade de Ampleforth em 1963.
Hume foi um fã de jogging, squash e do Newcastle Certa vez, ele descreveu um autógrafo de Jackie Milburn, a lenda do Newcastle United, como uma de suas "conquistas mais orgulhosas".

## Arcebispo
Em 9 de fevereiro de 1976, Hume foi nomeado arcebispo de Westminster, o prelado mais alto no ranking da Igreja Católica na Inglaterra e no País de Gales, pelo papa Paulo VI. Ele não era considerado a escolha mais óbvia para o cargo de arcebispo, pois não tinha experiência pastoral visível na administração de uma diocese e, como o primeiro monge a ocupar o cargo desde a restauração da hierarquia inglesa em 1850, ele era visto como uma espécie de um estranho. Recebendo a notícia da consulta durante o jantar, Hume comentou mais tarde: "Devo confessar que não aproveitei o resto da refeição". "
Hume recebeu sua consagração episcopal no dia 25 de março seguinte (a festa da Anunciação ) do arcebispo Bruno Heim na Catedral de Westminster . Os bispos Basil Butler OSB e John McClean serviram como co-consagradores .

## Cardeal
Foi criado Cardeal-Sacerdote de San Silvestro in Capite por Paulo VI no consistório de 24 de maio de 1976. Ele foi um dos cardeais eleitores nos conclaves de agosto e outubro de 1978. Ele foi considerado por muitos o inglês mais "Papabile" desde o Cardeal Pole em 1548-1550.
No início de seu tempo, o arcebispo Hume se viu envolvido na greve de fome irlandesa de 1981. Hume visitou Derry em abril de 1981 e declarou em uma carta a Edward Daly, o bispo de Derry, que "uma greve de fome até a morte é uma forma de violência para si mesmo e a violência leva à violência". Após a morte de Bobby Sands em maio de 1981, debate sobre os aspectos morais da greve em The Tablet e se ou não constituiu suicídio ocorreu. Após a morte de Patsy O'Hara e Raymond McCreesh no final daquele mês, o cardeal Tomás Ó Fiaich pediu ao governo britânico que aceitasse as demandas básicas dos grevistas de fome, procurando se concentrar mais na questão da injustiça que levava a tal evento, enquanto a Igreja Católica Inglesa preferia se concentrar mais na questão do suicídio.
Mesmo depois de se tornar arcebispo, Hume nunca deixou de se ver como um monge beneditino primeiro e de interpretar seus deveres à luz dos de um abade beneditino: "Ele deve odiar os erros, mas amar os irmãos". ( Regra de São Bento, cap. 64:11).
Hume era visto como moderado em suas posições teológicas, tentando agradar tanto aos liberais quanto aos conservadores . Enquanto condenava atos homossexuais, por exemplo, ele aceitava a validade de amor entre pessoais homossexuais. Além disso, ele se opunha a mulheres sacerdotisas, mas descreveu a maioria dos detratores da Humanae vitae como "bons, conscienciosos e fiéis". Apesar desse comentário, Hume apoiou a Humanae vitae e lamentou que o governo britânico confiasse no uso de preservativos para lidar com a AIDS.
O tempo de Hume no cargo viu o catolicismo se tornar mais aceito na sociedade britânica do que tinha sido por 400 anos, culminando na primeira visita da rainha Isabel II do Reino Unido à Catedral de Westminster em 1995. Ele já havia lido a epístola na cerimônia de instalação de Robert Runcie como arcebispo de Canterbury em 1980. Foi também durante seu mandato em Westminster que o Papa João Paulo II fez uma visita histórica à Inglaterra em 1982.
Em 1998, Hume pediu permissão a João Paulo II para se aposentar, expressando o desejo de retornar a Ampleforth e dedicar seus últimos anos à paz e à solidão, pesca com mosca e seguindo seu amado Newcastle United Football Club. O pedido foi recusado.
Em abril de 1999, Hume revelou que ele tinha câncer terminal. Em 2 de junho daquele ano, a rainha Elizabeth concedeu-lhe a Ordem do Mérito . Ele morreu pouco mais de duas semanas depois, 17 de junho, em Westminster, Londres, aos 76 anos. Depois de um serviço fúnebre transmitido ao vivo pela televisão nacional , ele foi enterrado na Catedral de Westminster. João Paulo II, em sua mensagem de condolências à Igreja na Inglaterra e no País de Gales, elogiou Hume como "pastor de grande caráter espiritual e moral".
Hume pertence à lista muito curta de cardeais beneditinos da história da Igreja Católica . Desde a sua morte, nenhum outro membro da Ordem de São Bento foi elevado ao cardinalato.
Hume foi o último arcebispo de Westminster a empregar um Gentiluomo. O Gentiluomo era uma forma de guarda-costas cerimonial que acompanhava os arcebispos em ocasiões formais. Como o papel se tornou arcaico, nenhum novo Gentiluomo foi nomeado após a morte do Gentiluomo de Hume, Anthony Bartlett OBE, em 2001.
Hume foi acusado de "acalentar" um escândalo de abuso sexual suspeito no Ampleforth College por não chamar a polícia quando recebeu uma queixa de pais em 1975 sobre o padre Piers Grant-Ferris, o filho de um colega Tory em Gilling Castle Prep (agora St. Martin's Ampleforth ). Em 2005, Grant-Ferris admitiu 20 incidentes de abuso infantil. Este não foi um incidente isolado e envolveu outros monges e membros leigos. O Yorkshire Post reportou em 2005; "Alunos de uma importante escola católica romana sofreram décadas de abuso de pelo menos seis pedófilos após a decisão do ex-abade Basil Hume de não chamar a polícia no início do escândalo".
Em 1984, o Cardeal Hume nomeou Jimmy Savile como membro do Athenaeum, um clube de cavalheiros no Pall Mall de Londres. Após a revelação póstuma do abuso sexual repetido de menores por parte de Savile, os membros do clube criticaram a indicação de Hume por causar constrangimento ao clube.

## Legado
Hume era regularmente chamado de a figura religiosa mais popular da Grã-Bretanha em pesquisas de opinião e isso foi atribuído por alguns à grande humildade e calor com que ele tratou todos que encontrou, independentemente de sua religião ou origem.
- Uma estátua de Hume foi erguida em sua cidade natal de Newcastle e revelada pela rainha em 2002.[4]
- O Cardeal Hume Center, com sede em Westminster, trabalha para melhorar a vida de jovens sem-teto, famílias e outros membros vulneráveis e socialmente excluídos da sociedade. [20]
- O cardeal Hume Rose é nomeado após ele.
- A Cardinal Hume Catholic School foi inaugurada em Beacon Lough, parte de Gateshead , Tyne and Wear. Substitui a envelhecida St Edmund Campion School e acomoda mais de 1000 estudantes. [21]
- O Teatro Hume da Escola Católica de St Mary, em Bishop's Stortford, recebeu o seu nome. Ele abriu alguns anos antes de morrer.
- O edifício Hume da escola St. Mary's Menston, inaugurado em 2001, leva o seu nome.[20]

## Escritos
- 1997: Basil in Blunderland . Londres: Darton, Longman e Todd ISBN  0-232-52242-1

Ele também escreveu Para Ser um Peregrino , Procurando por Deus , O Mistério do Amor e Pegadas dos Santos do Norte .

## Encomendas, medalhas e decorações

### Ordens nacionais
- Reino Unido : Order of Merit

### Ordens estrangeiras
- Ordem Militar Soberana de Malta : Order pro merito Melitensi

### Outro
- Membro do Athenaeum Club, em Londres
- Ordem de São Lázaro (1910)